# 9J, 9K и 9L
«9J, 9K и 9L» (англ. 9JKL) — американский ситком, созданный Даной Кляйн и Марком Фойерстином и условно основанный на их личной жизни (Кляйн и Фойерстин женаты в реальной жизни). Сериал был заказан 12 мая 2017 года. Премьера сериала состоялась 2 октября 2017 года на телеканале CBS. 17 ноября 2017 года CBS заказал полный первый сезон из 16 эпизодов.
12 мая 2018 года телеканал CBS  закрыл сериал после одного сезона.

## Сюжет
Разведённый актёр Джош Робертс живёт в квартире 9K, а его семья живёт в соседних квартирах: родители обитают в квартире 9J, а его брат, невестка и их новорожденный ребёнок — в 9L. Эта уникальная ситуация с одной стороны заставляет его устанавливать границы с родственниками, но с другой делает их ближе.

## В ролях
- Марк Фойерстин — Джош Робертс
- Эллиотт Гулд — Гарри Робертс
- Линда Лавин — Джуди Робертс
- Альберт Цай — Иэн
- Лиза Лапира — Ева Робертс
- Дэвид Уолтон — Эндрю Робертс
- Мэтт Мюррей — Ник

## Список эпизодов
| №  | Название                                                                   | Режиссёр                    | Автор сценария              | Дата премьеры   | Произв. код | Зрители в США (млн) |
| -- | -------------------------------------------------------------------------- | --------------------------- | --------------------------- | --------------- | ----------- | ------------------- |
| 1  | «Пилот» «Pilot»                                                            | Памела Фрайман              | Марк Фойерстин & Дана Кляйн | 2 октября 2017  | JKL101      | 8.21                |
| 2  | «Отношения парня» «Relationship Guy»                                       | Памела Фрайман              | Остин Уинсберг              | 9 октября 2017  | JKL104      | 7.04                |
| 3  | «Классный друг Люк» «Cool Friend Luke»                                     | Виктор Гонсалес             | Джим Рейнольдс              | 16 октября 2017 | JKL105      | 6.66                |
| 4  | «Высокие стейки» «High Steaks»                                             | Памела Фрайман              | Том Херц                    | 23 октября 2017 | JKL103      | 7.17                |
| 5  | «Ключ к жизни» «The Key to Life»                                           | Памела Фрайман              | Марк Фойерстин & Дана Кляйн | 30 октября 2017 | JKL102      | 5.05                |
| 6  | «TV MD» «TV MD»                                                            | Джефф Гринштейн             | Остен Эрл                   | 6 ноября 2017   | JKL107      | 4.36                |
| 7  | «Войны нянек» «Nanny Wars»                                                 | Виктор Гонсалес             | Талия Бернштейн             | 13 ноября 2017  | JKL109      | 4.33                |
| 8  | «Сделайте день благодарения снова великим» «Make Thanksgiving Great Again» | Памела Фрайман              | Стефани Фурман              | 20 ноября 2017  | JKL108      | 4.42                |
| 9  | «Любители отдыха» «Lovers Getaway»                                         | Джефф Гринштейн             | Грейси Глассмейер           | 27 ноября 2017  | JKL106      | 4.60                |
| 10 | «Семейный участок» «The Family Plot»                                       | Виктор Гонсалес             | Том Херц                    | 4 декабря 2017  | JKL110      | 4.62                |
| 11 | «Навестить» «Set Visit»                                                    | Памела Фрайман              | Лэйси Фридман               | 11 декабря 2017 | JKL111      | 4.30                |
| 12 | «Это случилось однажды ночью» «It Happened One Night»                      | Памела Фрайман              | Остин Уинсберг              | 18 декабря 2017 | JKL112      | 4.29                |
| 13 | «Тяжелое вмешательство» «Heavy Meddling»                                   | Майкл Ши                    | Стефани Фурман              | 15 января 2018  | JKL114      | 5.21                |
| 14 | «Пятницы с Гарри» «Fridays with Harry»                                     | Памела Фрайман              | Даниэль Спектор             | 22 января 2018  | JKL113      | 4.72                |
| 15 | «Статус сталкера» «Stalker Status»                                         | Виктор Гонсалес             | Лэйси Фридман               | 29 января 2018  | JKL115      | 4.82                |
| 16 | «Расскажи все» «Tell All»                                                  | Марк Фойерстин & Дана Кляйн | Лэйси Фридман               | 5 февраля 2018  | JKL116      | 4.88                |

## Отзывы критиков
На сайте-агрегаторе Rotten Tomatoes сериал держит 18% «свежести» на основе 11-ти отзывов. На Metacritic сериал получил 37 баллов из ста на основе 10-ти «в целом отрицательных» рецензий.